# Плац (посёлок)
Плац (нем. Plaaz) — община в Германии, районный центр, расположен в земле Мекленбург — Передняя Померания.
Входит в состав района Гюстров. Подчиняется управлению Гюстров-Ланд. Население составляет 799 человек (2009); в 2003 г. — 651. Занимает площадь 34,24 км².